# استفانیا کاسینی
استفانیا کاسینی (ایتالیایی: Stefania Casini؛ زادهٔ ۴ سپتامبر ۱۹۴۸) کارگردان و بازیگر ایتالیایی است.
از فیلم‌ها یا سریال‌های تلویزیونی که وی در آن نقش داشته است، می‌توان به دخترخاله، فقط سیاهی، افسون، مرد لاتینو… تحت تعقیب، زن، ۱۹۰۰، بای‌بای میمون، تیم اضطراری، چگونه از دست زن خلاص شده، یک معشوقه پیدا کنیم و لعنت به روزی که تو را ملاقات کردم اشاره کرد.